# Román González (boxeador)
Román Alberto "Chocolatito" González Luna (Managua, 17 de junio de 1987) es un boxeador profesional nicaragüense. Ha sido cinco veces campeón mundial, en cuatro divisiones distintas. Entre 2016 y 2017 fue considerado por la revista The Ring y ESPN como el mejor boxeador libra por libra, y considerado, además, como uno de los mejores deportistas de la historia de Nicaragua. 

## Carrera profesional
Su infancia fue muy dura. Acosado por la pobreza y la mala y escasa alimentación, el joven Román, encontró en el deporte una válvula de escape en la compleja situación social que vivía y halló en el boxeo un nuevo mundo. 
Proveniente de una familia de boxeadores, el sobrenombre de "Chocolatito" lo heredó de su padre Luis "Chocolate" González, pero Francisco González Martínez "Francois González", su tío abuelo, fue conocido en Nicaragua como "el rey del ring" llegando a ser monarca nacional en los pesos mosca, gallo y pluma. 
Desde los primeros entrenamientos, Chocolatito, parecía tener un talento especial, un brillo poco común en los ojos, fue por ello que su padre lo llevó a entrenar con la leyenda nicaragüense Alexis Argüello, quien vio, desde el comienzo, el enorme potencial en su nuevo pupilo y dedicó gran parte de su tiempo a su formación, no sólo física sino espiritual. 
Los consejos que Chocolatito recibía los repetía mentalmente como un mantra entregado por el mismo dios del pugilato y el fuerte entrenamiento que Arguello exigía formó en él un espíritu guerrero pero disciplinado, calmo y calculador.
Después de una interesante carrera como aficionado, el 1 de julio de 2005 debutó como boxeador profesional al noquear en dos asaltos a Ramón Urbina. De allí no paró de crecer, acumuló un registro de 26-0, que incluyó victorias contra el venezolano José Luis Varela, el filipino Eriberto Gejon, el panameño Javier Tello y el japonés Hiroshi Matsumoto.
Con el auge de los representantes de habla hispana en el boxeo, ahora el nicaragüense es uno de los pocos boxeadores centroamericanos reconocidos internacionalmente."Chocolatito” tiene fama de ser un incansable y activo tirador de golpes y esta fama está respaldada por sus números.

### Campeón de peso mínimo de la AMB
El 15 de septiembre de 2008, en pelea por el título mundial absoluto de peso mínimo de la AMB, retó al japonés Yutaka Niida. González ganó por nocaut técnico en el 4o asalto, en una pelea pactada a 12 asaltos, en Tokio, Japón.

### Campeón de peso minimosca de la AMB
González asciende a la categoría minimosca y el 24 de octubre de 2010 derrotó a Francisco Rosas por nocaut en el 2o asalto de una pelea pactada a 12 asaltos, en Tokio, Japón para conquistar el título mundial interino en peso minimosca reconocido por la AMB.
Para el 2011 González tenía planeado disputar el título mundial absoluto de la WBA en peso minimosca contra el argentino Juan Carlos Reveco, quien era monarca titular, pero éste fue desconocido por la AMB, y González obtuvo el fajín mundial absoluto el 4 de febrero de 2011.
El 19 de marzo de 2011 defendió el título mundial absoluto ante el resistente peleador mexicano Manuel “Chango” Vargas, a quien ganó por amplia decisión unánime de los jueces en Cholula, Puebla, México.

### Campeón de peso mosca del CMB
En pelea por el título mundial absoluto de peso mosca del CMB, el 5 de septiembre de 2014 retó al campeón japonés Akira Yaegashi. González ganó por nocaut técnico en el 9o asalto, en una pelea pactada a 12 asaltos, en Tokio, Japón convirtiéndose en el "segundo nicaragüense tricampeón mundial de boxeo en tres categorías distintas", igualando a su maestro Alexis Argüello.

### Campeón de peso supermosca del CMB
El 10 de septiembre de 2016, en Los Ángeles, California, vence por decisión unánime, en una de las mejores peleas del año al mexicano Carlos Cuadras en pelea pactada a 12 asaltos por el título mundial absoluto de peso supermosca del CMB convirtiéndose en el "primer nicaragüense tetracampeón mundial de boxeo en cuatro categorías distintas".
El 18 de marzo de 2017, en el MSG de Nueva York, pierde su invicto y el título mundial ante el tailandés Srisaket Sor Rungvisai vía decisión mayoritaria con tarjetas 112-114, 112-114 y 113-113. La decisión fue polémica y muy criticada por los especialistas de boxeo que consideraron fue un despojo para González.
La revancha directa se realizó el 9 de septiembre de 2017, en Carson, California, donde González pierde por KO en 4 asaltos. González fue derribado en 2 ocasiones en el cuarto asalto en lo que fue considerado como el "cuarto nocaut más espectacular de la década 2010-2019".

### Campeón de peso supermosca de la AMB
El 29 de febrero de 2020, en el Ford Center at The Star en Frisco, Texas, Chocolatito González arrebató el invicto y el título mundial al británico Khalid Yafai, dándole una cátedra de boxeo con combinaciones y movimientos de cintura. Durante los primeros asaltos la pelea estuvo apretada; sin embargo, González metió el acelerador y comenzó a marcar la diferencia, fue hasta en el octavo asalto y quedando 13 segundos por finalizar que Yafai puso la rodilla en la lona luego de una combinación de golpes pero fue salvado por la campana. En el noveno asalto en el minuto 2 con 29 segundos Chocolatito logró conectar un golpe de derecha a la mandíbula de Yafai enviándolo a la lona y obtener una victoria por TKO para ganar su quinto título mundial en cuatro divisiones distintas.

## Récord profesional
| 52 Ganadas (42 KOs), 4 Derrotas |        |                         |      |              |            |                                              |  | |
| Res.                            | Récord | Oponente                | Tipo | Rd., Tiempo  | Datos      | Localidad                                    |  | Notas                                                                                               |
| G                               | 52-4   | Rober Barrera           | TKO  | 10 (10),     | 2024-07-12 | Polideportivo Alexis Argüello, Managua       |  | |
| D                               | 51-4   | Juan Francisco Estrada  | MD   | 12 (12)      | 2022-12-03 | Gila River Arena, Glendale, Arizona          |  | Por el Título Mundial del WBC (Vacante) y The Ring en el peso supermosca.                           |
| G                               | 51-3   | Julio César Martínez    | UD   | 12           | 2022-03-05 | Pechanga Arena, San Diego, California        |  | Ganó el cinturón vacante Diamante del WBC en el peso supermosca.                                    |
| D                               | 50-3   | Juan Francisco Estrada  | SD   | 12           | 2021-03-13 | American Airlines Center, Dallas, Texas      |  | Perdió el Título Mundial de la WBA. Por el Título Mundial del WBC y The Ring en el peso supermosca. |
| G                               | 50-2   | Israel González         | UD   | 12           | 2020-10-23 | Gimnasio TV Azteca, Ciudad de México, México |  | Retuvo el Título Mundial de la WBA en el peso supermosca.                                           |
| G                               | 49-2   | Khalid Yafhai           | KO   | 9 (12), 0:29 | 2020-02-29 | Ford Center, Frisco, Texas                   |  | Ganó el Título Mundial de la WBA en el peso supermosca.                                             |
| G                               | 48-2   | Diomel Diocos           | KO   | 2 (8), 2:20  | 2019-12-23 | Yokohama Arena, Kanagawa                     |  | |
| G                               | 47-2   | Moisés Fuentes          | KO   | 5 (10), 1:44 | 2018-09-15 | T-Mobile Arena, Paradise, Nevada             |  | |
| D                               | 46-2   | Srisaket Sor Rungvisai  | KO   | 4 (12), 1:18 | 2017-09-09 | StubHub Center, Carson, California           |  | Por el Título Mundial del WBC en el peso supermosca.                                                |
| D                               | 46-1   | Srisaket Sor Rungvisai  | MD   | 12           | 2017-03-18 | Madison Square Garden, Nueva York            |  | Pierde el Título Mundial del WBC en el peso supermosca.                                             |
| G                               | 46-0   | Carlos Cuadras          | UD   | 12           | 2016-09-10 | The Forum, Inglewood, California             |  | Gana el Título Mundial del WBC en el peso supermosca.                                               |
| G                               | 45-0   | McWilliams Arroyo       | UD   | 12           | 2016-04-23 | The Forum, Inglewood, California             |  | Retiene los Títulos Mundiales del WBC y de The Ring del peso mosca.                                 |
| G                               | 44-0   | Brian Viloria           | TKO  | 9 (12), 2:53 | 2015-10-17 | Madison Square Garden, Nueva York            |  | Retiene los Títulos Mundiales del WBC y de The Ring del peso mosca.                                 |
| G                               | 43-0   | Edgar Sosa              | TKO  | 2 (12), 2:37 | 2015-05-16 | The Forum, Inglewood, California             |  | Retiene los Títulos Mundiales del WBC y de The Ring del peso mosca.                                 |
| G                               | 42-0   | Valentín León           | TKO  | 3 (10), 2:27 | 2015-02-28 | Puerto Salvador Allende, Managua             |  | Sin títulos de por medio.                                                                           |
| G                               | 41-0   | Rocky Fuentes           | TKO  | 6 (12), 2:11 | 2014-11-22 | International Swimming Pool, Yokohama        |  | Retiene los Títulos Mundiales del WBC y de The Ring del peso mosca.                                 |
| G                               | 40-0   | Akira Yaegashi          | TKO  | 9 (12), 2:24 | 2014-09-05 | Yoyogi #2 Gymnasium, Tokio                   |  | Gana los Títulos Mundiales del WBC y de The Ring del peso mosca.                                    |
| G                               | 39-0   | Juan Purísima           | TKO  | 3 (8), 1:20  | 2014-04-06 | Ota-City General Gymnasium, Tokio            |  | |
| G                               | 38-0   | Juan Kantun             | TKO  | 6 (10), 1:01 | 2014-02-15 | Tapachula, Chiapas, México                   |  | Pelea en peso mosca.                                                                                |
| G                               | 37-0   | Óscar Blanquet          | TKO  | 2 (10), 0:27 | 2013-11-10 | Kokugikan, Tokio                             |  | Pelea en peso supermosca.                                                                           |
| G                               | 36-0   | Francisco Rodríguez Jr. | TKO  | 7 (12), 1:10 | 2013-09-21 | Crowne Plaza, Managua                        |  | Pelea en peso mosca.                                                                                |
| G                               | 35-0   | Ronald Barrera          | TKO  | 5 (12), 2:42 | 2013-05-26 | Polideportivo España, Managua                |  | Pelea en peso supermosca.                                                                           |
| G                               | 34-0   | Juan Francisco Estrada  | UD   | 12           | 2012-11-17 | Los Ángeles, California                      |  | Retuvo el título mundial de la WBA del peso minimosca.                                              |
| G                               | 33-0   | Stiven Monterrosa       | TKO  | 3 (10), 2:27 | 2012-10-06 | Hotel Holiday Inn, Managua                   |  | Ningún título de por medio.                                                                         |
| G                               | 32-0   | Ramón García Hirales    | KO   | 4 (12)       | 2012-04-28 | Pomona, California                           |  | Retuvo el título mundial de la WBA del peso minimosca.                                              |
| G                               | 31-0   | Manuel Jiménez          | KO   | 1 (10)       | 2012-03-17 | Palenque de gallos, Culiacán, Sinaloa        |  | |
| G                               | 30-0   | Omar Soto               | KO   | 2 (12), 0:36 | 2011-10-01 | Las Vegas, Nevada                            |  | Retuvo el título mundial de la WBA del peso minimosca.                                              |
| G                               | 29-0   | Omar Salado             | TKO  | 7 (12), 0:48 | 2011-07-16 | Cancún                                       |  | Retuvo el título mundial de la WBA del peso minimosca.                                              |
| G                               | 28-0   | Manuel Vargas           | UD   | 12 (12)      | 2011-03-19 | Cholula                                      |  | Ganó el título mundial de la WBA del peso minimosca.                                                |
| G                               | 27-0   | Francisco Rosas         | KO   | 2 (12), 1:38 | 2010-10-24 | Tokio                                        |  | Revancha. Ganó el título interino de la WBA del peso minimosca.                                     |
| G                               | 26-0   | Jesús Limones           | TKO  | 2 (10), 0:25 | 2010-09-03 | Managua                                      |  | Limones cayó una vez en el primer asalto.                                                           |
| G                               | 25-0   | Iván Meneses            | TKO  | 4 (12)       | 2010-01-30 | Puebla                                       |  | Retuvo el título mundial de la WBA del peso mínimo.                                                 |
| G                               | 24-0   | Katsunari Takayama      | UD   | 12 (12)      | 2009-07-14 | Kōbe                                         |  | Retuvo el título mundial de la WBA del peso mínimo.                                                 |
| G                               | 23-0   | Francisco Rosas         | MD   | 12 (12)      | 2009-02-28 | Oaxaca                                       |  | Retuvo el título mundial de la WBA del peso mínimo.                                                 |
| G                               | 22-0   | Miguel Téllez           | TKO  | 3 (10), 0:10 | 2008-12-13 | Managua                                      |  | |
| G                               | 21-0   | Yutaka Niida            | TKO  | 4 (12), 1:59 | 2008-09-15 | Yokohama                                     |  | Ganó el título mundial de la WBA del peso mínimo.                                                   |
| G                               | 20-0   | Abraham Irias           | TKO  | 2 (8), 1:02  | 2008-07-12 | Managua                                      |  | |
| G                               | 19-0   | Juan Francisco Centeno  | KO   | 3 (10)       | 2008-06-13 | Managua                                      |  | Revancha.                                                                                           |
| G                               | 18-0   | Javier Murillo          | UD   | 10 (10)      | 2008-02-29 | Managua                                      |  | Murillo cayó siete veces.                                                                           |
| G                               | 17-0   | Hiroshi Matsumoto       | UD   | 10 (10)      | 2008-01-14 | Yokohama                                     |  | |
| G                               | 16-0   | Javier Tello            | KO   | 2 (10), 1:48 | 2007-12-14 | Managua                                      |  | |
| G                               | 15-0   | Eriberto Gejon          | KO   | 1 (10), 1:09 | 2007-11-03 | Tokio                                        |  | |
| G                               | 14-0   | Miguel Téllez           | KO   | 3 (10)       | 2007-07-13 | Managua                                      |  | Retiuvo el título de Nicaragua del peso minimosca.                                                  |
| G                               | 13-0   | José Luis Varela        | KO   | 1 (10), 2:28 | 2007-05-12 | Managua                                      |  | Ganó el título Fedelatin WBA del peso mínimo.                                                       |
| G                               | 12-0   | Vicente Hernández       | TKO  | 2 (10)       | 2007-03-30 | Managua                                      |  | Retuvo el título Fedecentro WBA del peso minimosca.                                                 |
| G                               | 11-0   | Elvis Romero            | KO   | 1 (8)        | 2007-02-16 | Managua                                      |  | |
| G                               | 10-0   | Juan Francisco Centeno  | TKO  | 7 (10)       | 2006-12-15 | Managua                                      |  | Retuvo el título Fedecentro WBA del peso minimosca.                                                 |
| G                               | 9-0    | Óscar Murillo           | KO   | 1 (10)       | 2006-10-06 | Managua                                      |  | Ganó los títulos vacantes de Nicaragua y Fedecentro de la WBA del peso minimosca.                   |
| G                               | 8-0    | Francisco Meza          | KO   | 2 (8)        | 2006-09-01 | Managua                                      |  | Revancha.                                                                                           |
| G                               | 7-0    | Francisco Meza          | RTD  | 6 (10), 0:10 | 2006-03-31 | Managua                                      |  | |
| G                               | 6-0    | José Martínez           | KO   | 2 (8)        | 2006-03-03 | Managua                                      |  | |
| G                               | 5-0    | Roberto Meza            | TKO  | 1 (8), 2:18  | 2006-01-20 | Managua                                      |  | González cayó una vez; Meza cayó tres veces.                                                        |
| G                               | 4-0    | Eddy Castro             | KO   | 3 (6)        | 2005-10-15 | Managua                                      |  | |
| G                               | 3-0    | David Centeno           | KO   | 1 (4)        | 2005-09-30 | Managua                                      |  | |
| G                               | 2-0    | Nicolás Mercado         | KO   | 1 (4)        | 2005-08-19 | Managua                                      |  | |
| G                               | 1-0    | Ramón Urbina            | KO   | 2 (4)        | 2005-07-01 | Managua                                      |  | Debut profesional de González.                                                                      |

## Vida privada
Martha Anduray Barberena fue su primera compañera de vida y con quien en 2003 procreó una hija.
Raquel Doña se convierte en su esposa, el 27 de septiembre de 2009. Procrearon un hijo, antes de su separación en noviembre de 2011.